# Аль-Калуті (мечеть)

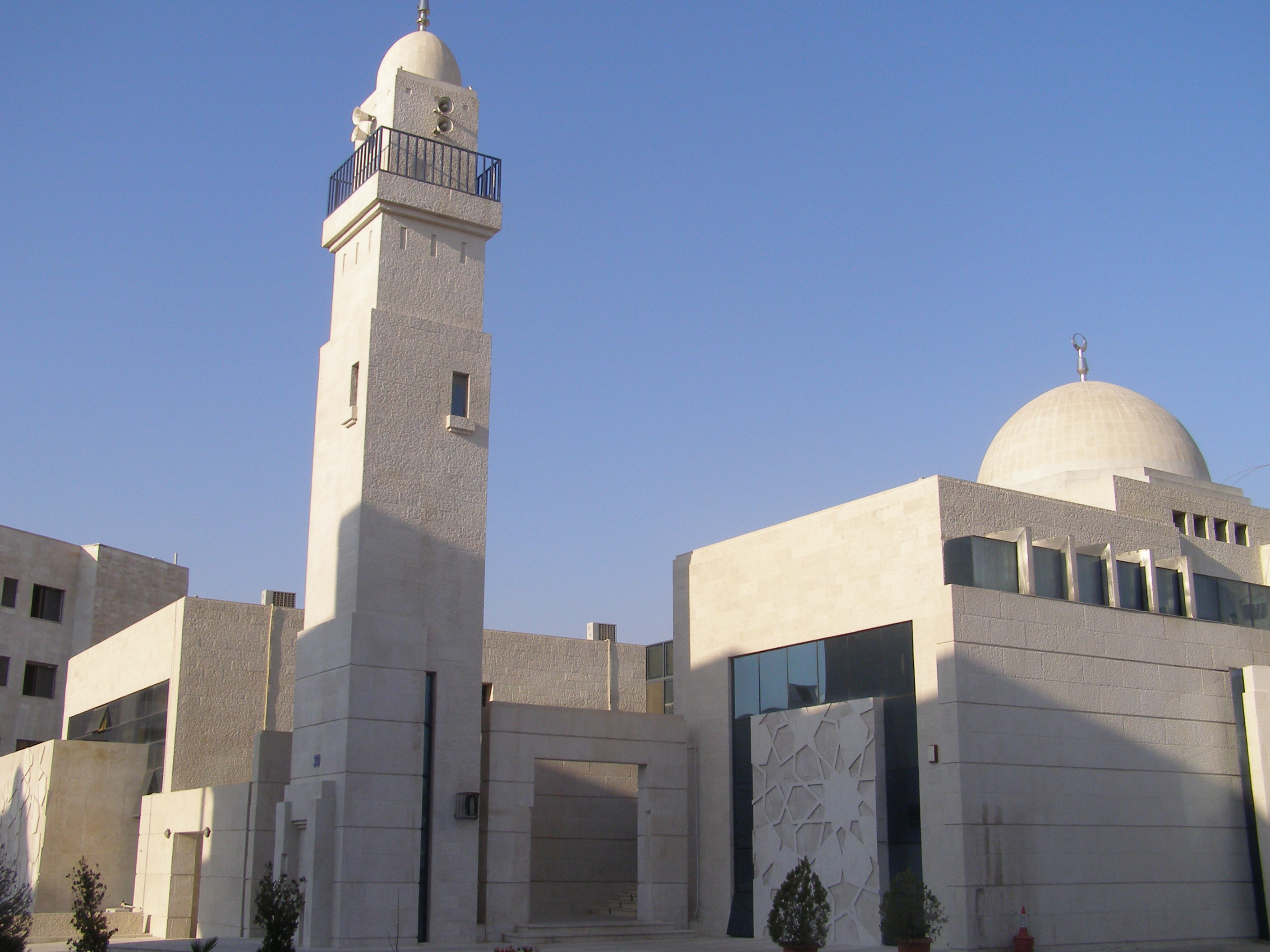
Мечеть Калуті

Мечеть Аль-Калуті — одна з найновіших мечетей у столиці Йорданії Аммані. Вона розташована на перехресті Етісалат у районі Рабіє, на захід від міста. У її оформленні виразно переплелися сучасність і старовинне декоративне мистецтво. Вона побудована як подарунок для родини Аль-Калуті, стародавнього палестинського єрусалимця. Мечеть є найближчою до ізраїльського посольства, і віруючі часто збираються там на п'ятничну молитву, а потім запускають демонстрації протесту до ізраїльського посольства через ворожі дії ізраїльських окупаційних сил проти жителів Західного берега річки Йордан та Сектору Газа.